# ČSN
ČSN je chráněné označení českých technických norem. ČSN bylo rovněž oficiální označení československých státních norem (od roku 1964), od roku 1991 československých norem (československých technických norem). Tvorbu a vydávání ČSN v současné době zajišťuje Česká agentura pro standardizaci (ČAS).

## Označování norem
Zkratka ČSN původně znamenala Československá státní norma, později Československá norma, kromě ní existovaly ještě centrálně vydávané oborové normy (zkratka ON), číslované shodným systémem (původně úsekové normy), a podnikové normy (PN). Po osamostatnění České republiky bylo označení ČSN zachováno a zákon č. 22/1997 Sb. závazný výklad zkratky neobsahuje. Neoficiálně se její význam vykládá slovy Česká soustava norem. Zákonem chráněné výlučné slovní označení je česká technická norma.
Za písmennou značkou normy (ČSN) se uvádí šestimístné třídicí číslo, v němž první dvojčíslí se odděluje mezerou a
značí třídu norem (00–99 udává širší hospodářský obor). Třetí a čtvrtá číslice označuje skupinu a podskupinu norem a poslední dvojčíslí představuje pořadové číslo normy.
Převzaté (harmonizované) Evropské normy se označují původním označením, před něž je přidána zkratka ČSN. Norma tak může být označena například ČSN EN 12899-1, ČSN EN ISO 9001, ČSN IEC 61713, ČSN ETS 300 976 apod. Normě bývá zároveň přiřazen třídicí znak ve formě tradičního šesticiferného označení podle třídy ČSN.
Podle Evropských norem se zavádí i praxe označovat za dvojtečkou normu rokem vydání, například ČSN EN ISO 9000:2001. Není-li udán, rozumí se norma v aktuálním znění.

## Legislativní rámec tvorby ČSN

### Českomoravské technické normy
Dne 28. prosince 1922 došlo k založení celostátní společnosti pro všeobecnou normalizaci Československé normalisační společnosti (se zkratkou ČNS), která měla statut všeobecně prospěšné, neziskové organizace. Byla tvořena výrobními podniky, profesními svazy a komerčními organizacemi. Návrhy technických norem zpracovávali odborníci z průmyslových podniků, výzkumných ústavů, vysokých škol apod. Normy společnosti byly od začátku označovány ČSN, tedy československé normy, ale zkratka společnosti byla ČNS. Jejími členy byly velké průmyslové podniky.
Vládní nařízení č. 311/1940 Sb. o závaznosti českomoravských, případně československých technických norem při dodávkách a pracích pro veřejné úřady, ústavy, podniky a fondy, ukládalo zadavatelům dodávek a prací pro veřejné subjekty nebo s jejich podporou, aby dodavatelům a objednatelům ukládali podmínku, že práce musí odpovídat českomoravským technickým normám. Výtisky norem dodával Normalisační úřad bezplatně.
Vládní nařízení č. 439/1941 Sb., o závaznosti českomoravských norem požárně-technických.
Vládní nařízení 201/1942 Sb., o závaznosti technických norem, obchodních a dodacích podmínek a předpisů o jakosti a označování, umožňovalo ministerstvu obchodu a práce, aby vyhláškou v Úředním listu stanovilo obecnou závaznost technických norem, podmínek nebo jiných předpisů.

### Československé technické normy
Zákon č. 84/1948 Sb., o závaznosti hospodářských a technických norem, umožňoval ústředním orgánům státní správy, aby v Úředním listu a slovenském Úředním věstníku, vyhláškou stanovily závaznost hospodářských nebo technických norem, které vydala Československá společnost normalizační nebo Elektrotechnický svaz československý.
Vládní nařízení č. 45/1951 Sb., o technické normalisaci, zavádělo státní, úsekové a podnikové normy. Pokud norma nebyla označena jako směrná, byla závazná. Vydávání norem řídil Úřad pro normalisaci, vydání normy bylo oznamováno v Úředním listu. Nově zavedená zkratka ČSN měla jednoznačně stanovený význam Československá státní norma. Úkolem Úřadu pro normalisaci bylo mimo jiné propracovávat metody přechodu na sovětské státní normy.
Zákon č. 35/1957 Sb., o technické normalisaci doplnilo vládní nařízení č. 46/1957 Sb., o technické normalisaci, Směrnice č. 79/1958 Ú. l., o vykládání návrhů státních norem a podávání připomínek k těmto návrhům, a vyhláška č. 156/1960 Sb., kterou se vyhlašuje nový druh technických norem (oborové normy). Technickými normami byly nejen státní, úsekové a podnikové normy, ale i sjednané technické podmínky a další druhy norem, které Státní úřad pro vynálezy a normalisaci jako technické normy vyhlásil. Pokud technická norma nebyla označená jako doporučená, byla závazná.
Zákon č. 96/1964, o technické normalizaci a vyhláška Úřadu pro normalizaci a měření č. 97/1964 Sb., kterou se provádí zákon o technické normalizaci, zavedly tři druhy norem: státní norma (ČSN), oborová norma (ON) a podniková norma (PN). Státní normy schvaloval Úřad pro normalizaci a měření, oborové normy příslušný ústřední orgán státní správy. Všechny druhy technických norem byly závazné pro organizace vyrábějící příslušné výrobky nebo provádějící příslušnou činnost a též pro pracovníky, pokud s nimi byli seznámeni. Technické normy zákon označuje za právní předpisy konstatováním, že nesmějí být v rozporu s jinými právními předpisy. Technická norma nižšího stupně nesměla být v rozporu s technickou normou vyššího stupně. Výjimku mohl povolit orgán, který normu schválil, nebo jiný orgán v normě uvedený.
Do roku 1997 technickou normalizaci upravoval zákon č. 142/1991 Sb., o československých technických normách, ve znění zákona č. 632/1992 Sb. Podle tohoto zákona byla obecně závazná ta ustanovení technických norem, u kterých to bylo uvedeno. Ústředním orgánem státní správy v oblasti technických norem byl Federální úřad pro normalizaci a měření. Podle novely tohoto zákona 31. prosince 1993 pozbyly platnosti všechny oborové normy (ON) a 31. prosince 1994 pozbyly závaznosti všechny starší ČSN, u kterých nebyla závaznost výslovně uvedena. ČSN se již nenazývají „státní normy“, ale pouze „československé normy“ nebo „československé technické normy“.

### České technické normy
Právní rámec technické normalizace stanoví zákon č. 22/1997 Sb., o technických požadavcích na výrobky, který stanovuje práva a povinnosti související s jejich tvorbou a vydáváním. Tento zákon také stanovil, že technické normy nejsou samy o sobě právně závazné, jejich závaznost může být stanovena nebo vyplynout z jiného právního předpisu. Výjimku pak může povolit tzv. neopomenutelný účastník uvedený v normě. Ústředním orgánem státní správy je Úřad pro technickou normalizaci, metrologii a státní zkušebnictví. Zákon rovněž zakázal rozmnožování a rozšiřování českých norem nebo jejich částí bez souhlasu vydavatele.
Zákon zavádí pojmy: 
- technický předpis – právní předpis obsahující technické požadavky na výrobek
- (česká) technická norma – norma přijatá postupem podle zákona č. 22/1997 Sb. a oznámená ve věstníku Úřadu pro technickou normalizaci, metrologii a státní zkušebnictví
- jiná technická norma – pojem není přesně definován, rozumí se jím zejména technické normy přijaté obdobným způsobem v jiných státech nebo nadnárodních institucích
- technický dokument – jiný dokument obsahující technické požadavky na výrobek, který není technickým předpisem ani technickou normou

Závaznost nebo doporučení normy nebo její části může vyžadovat:
- právní předpis (právní řád České republiky obsahuje řadu předpisů, které stanoví přímo či nepřímo povinnost řídit se technickými normami.)[6]
  - výlučný odkaz – závazné tj. naplnění požadavku je možný pouze postupem dle normy
  - indikativní odkaz – doporučení tj. jeden ze způsobů naplnění požadavku je postupovat dle normy
- smlouva (např. smlouva o dílo)
- pokyn nadřízeného (v rámci prací podniku)
- rozhodnutí správního orgánu (např. dotčený orgán státní správy (např. Policie ČR) v územním řízení dle Stavebního zákona)

### Vydavatel
Na základě zákona 22/1997 Sb. vydalo Ministerstvo průmyslu a obchodu rozhodnutí č. 203/97, kterým byl s účinností od 1. září 1997 pověřen tvorbou a vydáváním českých technických norem Český normalizační institut. Ten tuto činnost vykonával až do konce roku 2008, kdy byl rozhodnutím ministra průmyslu a obchodu zrušen. Od 1. ledna 2009 tak tvorbu a vydávání ČSN zajišťoval Úřad pro technickou normalizaci, metrologii a státní zkušebnictví. Od 1. 1. 2018 přešly všechny činnosti související s tvorbou, vydáváním a distribucí technických norem na Českou agenturu pro standardizaci. (ČAS).

## Právní ochrana
Jakožto úřední díla jsou normy ČSN vyloučeny z ochrany autorským zákonem. Práva obdobná autorským jsou však chráněna speciálním ustanovením zákona č. 22/1997 Sb. (§ 5, odstavec 8), jímž je zakázáno rozmnožování a rozšiřování českých norem nebo jejich částí bez souhlasu vydavatele.
Stavební zákon č. 183/2006 Sb. v § 196 uváděl, že „pokud tento zákon nebo jiný právní předpis vydaný k jeho provedení stanoví povinnost postupovat podle technické normy (ČSN, ČSN EN), musí být tato technická norma bezplatně veřejně přístupná.“ ÚNMZ toto ustanovení vykládal tak, že stačí v pražské Národní knihovně umístit jeden výtisk, ze kterého si ale nikdo nesmí nic okopírovat, a odmítal poskytovat úplné znění norem prostřednictvím základě žádosti o informace. To odmítl soud, který úřadu nařídil normy na žádost o informaci poskytnout. Ministr průmyslu a obchodu Jan Mládek následně v listopadu 2015 nechal přílepkem k zákonu o technických požadavcích na výrobky příslušné ustanovení stavebního zákona vypustit.

## Seznam tříd
- 01 Obecná třída
- 02 Strojní součásti
- 03 Strojní součásti - koroze a ochrana materiálu
- 04 Slévárenství
- 05 Svařování, pájení, řezání kovů a plastů
- 06 Topení, průmyslové pece, vařidla a topidla
- 07 Kotle
- 08 Turbíny
- 09 Spalovací motory pístové
- 10 Kompresory, vakuová technika a pneumatická zařízení
- 11 Čerpadla, hydraulická zařízení
- 12 Vzduchotechnická zařízení
- 13 Armatury a potrubí
- 14 Chladicí technika
- 15 Výrobky z plechu a drátu
- 16 Výrobky z plechu a drátu
- 17 Jemná mechanika
- 18 Průmyslová automatizace
- 19 Optické přístroje, zařízení pro kinematografii a reprografii
- 20 Obráběcí stroje na kovy
- 21 Tvářecí stroje
- 22 Nástroje
- 23 Nářadí
- 24 Upínací nářadí
- 25 Měřicí a kontrolní nářadí a přístroje
- 26 Zařízení dopravní a pro manipulaci s materiálem
- 27 Zdvihací zařízení, stroje pro povrchovou těžbu, stroje a zařízení pro zemní, stavební a silniční práce
- 28 Kolejová vozidla
- 29 Kolejová vozidla
- 30 Silniční vozidla
- 31 Letectví a kosmonautika
- 32 Lodě a plovoucí zařízení
- 33 Elektrotechnika - elektrotechnické předpisy
- 34 Elektrotechnika
- 35 Elektrotechnika
- 36 Elektrotechnika
- 37 Elektrotechnika - energetika
- 38 Energetika - požární bezpečnost
- 39 Zbraně pro civilní potřebu
- 40 Jaderná technika
- 41 Hutnictví - materiálové listy ocelí
- 42 Hutnictví
- 43 Hutnictví - strojní zařízení
- 44 Hornictví
- 45 Hlubinné vrtání a těžba nafty
- 46 Zemědělství
- 47 Zemědělské a lesnické stroje
- 48 Lesnictví
- 49 Průmysl dřevozpracující
- 50 Výrobky průmyslu papírenského
- 51 Strojní zařízení potravinářského průmyslu
- 52 Strojní zařízení potravinářského průmyslu
- 53 Strojní zařízení potravinářského průmyslu
- 56 Výrobky potravinářského průmyslu
- 57 Výrobky potravinářského průmyslu
- 58 Výrobky potravinářského průmyslu
- 62 Průmysl gumárenský, pryž
- 63 Průmysl gumárenský, pryžové výrobky
- 64 Plasty
- 65 Výrobky chemického průmyslu
- 66 Výrobky chemického průmyslu
- 67 Výrobky chemického průmyslu
- 68 Výrobky chemického průmyslu
- 69 Strojní zařízení chemického průmyslu
- 70 Výrobky ze skla a tavených hornin
- 71 Sklo a tavené horniny - materiálové listy a výrobní zařízení
- 72 Stavební suroviny, materiály a výrobky
- 73 Navrhování a provádění staveb
- 74 Části staveb
- 75 Vodní hospodářství
- 76 Služby
- 77 Obaly a obalová technika
- 79 Průmysl kožedělný
- 80 Textilní suroviny a výrobky
- 81 Strojní zařízení textilního průmyslu
- 82 Stroje a zařízení pro úpravu povrchu
- 83 Ochrana životního prostředí, pracovní a osobní ochrana, bezpečnost strojních zařízení a ergonomie
- 84 Zdravotnictví
- 85 Zdravotnictví
- 86 Zdravotnictví
- 87 Telekomunikace
- 88 Průmysl polygrafický
- 89 Hudební nástroje
- 90 Kancelářské, školní a kreslicí potřeby
- 91 Vnitřní zařízení
- 93 Výstrojné zboží
- 94 Výstrojné zboží
- 95 Výstrojné zboží
- 96 Výstrojné zboží
- 97 Výměna dat
- 98 Zdravotnická informatika
- 99 Metrologie